# Uromyces pressus
Uromyces pressus ist eine Ständerpilzart aus der Ordnung der Rostpilze (Pucciniales). Der Pilz ist ein Endoparasit des Korbblütlers Vernonia deppeana. Symptome des Befalls durch die Art sind Rostflecken und Pusteln auf den Blattoberflächen der Wirtspflanzen. Sie ist in Mittelamerika verbreitet.

## Merkmale

### Makroskopische Merkmale
Uromyces pressus ist mit bloßem Auge nur anhand der auf der Oberfläche des Wirtes hervortretenden Sporenlager zu erkennen. Sie wachsen in Nestern, die als gelbliche bis braune Flecken und Pusteln auf den Blattoberflächen erscheinen.

### Mikroskopische Merkmale
Das Myzel von Uromyces pressus wächst wie bei allen Uromyces-Arten interzellulär und bildet Saugfäden, die in das Speichergewebe des Wirtes wachsen. Ihre Spermogonien wachsen unterseitig in kleinen Gruppen auf der Oberfläche der Wirtsblätter. Die meist blattunterseitig wachsenden Aecien der Art sind hell gelbbraun. Ihre goldenen bis gelblichen Aeciosporen sind 26–29 × 23–26 µm groß, breit eiförmig bis breitellipsoid und warzig. Die überwiegend blattunterseitig wachsenden Uredien des Pilzes sind hell gelbbraun. Die gelblichen bis goldenen Uredosporen sind 18–21 × 18–22 µm groß, breit eiförmig bis breitellipsoid und stachelwarzig. Die überwiegend blattunterseitig wachsenden Telien der Art sind weißlich, kompakt und unbedeckt. Die farblosen Teliosporen sind einzellig, in der Regel ellipsoid bis langellipsoid, glatt und meist 30–37 × 16–19 µm groß. Ihre Stiele sind farblos und bis zu 30 µm lang.

## Verbreitung
Das bekannte Verbreitungsgebiet von Uromyces pressus umfasst Guatemala und Costa Rica.

## Ökologie
Die Wirtspflanze von Uromyces pressus ist Vernonia deppeana sowie mögliche weitere Arten von Vernonia. Der Pilz ernährt sich von den im Speichergewebe der Pflanzen vorhandenen Nährstoffen, seine Sporenlager brechen später durch die Blattoberfläche und setzen Sporen frei. Die Art durchläuft einen makrozyklischen Entwicklungszyklus mit Spermogonien, Aecien, Telien und Uredien. Als autoöker Parasit macht sie keinen Wirtswechsel durch.